# Xã (Đức)
Trong hệ thống chính trị của nước Đức, xã là đơn vị hành chính mức thấp nhất mà có một chính quyền địa phương tự quản.

## Tổng quát
Xã ở Đức không phải là một phần của cơ quan quản lý của nhà nước, mà tự điều hành. Ngoài những chức năng tự quản lý, nó còn được giao cho những chức năng nhà nước như cơ quan khai báo (Meldewesen) hay đăng ký (Standesamt). Kể từ khi cải tổ hiến pháp, liên bang không được phép, giao cho xã thêm những chức năng khác.
Xã là đơn vị của hệ thống chính trị có lãnh thổ được xác định mà theo Hiến pháp, tự chịu trách nhiệm quy định "các vấn đề địa phương trong phạm vi pháp luật". Hội đồng thành phố và chính quyền địa phương phải chịu trách nhiệm như là một tổ chức chính trị chính thức cho sự phát triển công việc này. Là một phần của chính phủ tự trị nó bị ràng buộc bởi luật pháp và các quy định, nhưng không phải bởi nghị định Bộ hoặc quyết định của hội đồng huyện.

Phân cấp hành chính của Đức

## Quy luật xã
Quy luật xã là hiến pháp của xã. Nó quy định hoạt động của các cơ quan địa phương như hành chính, đại diện xã, thị trưởng. Trong tất cả hiến pháp địa phương đều có sự tồn tại của một hội đồng địa phương chịu trách nhiệm về các quyết định của xã. Có sự khác biệt trong vai trò thị trưởng.
Trong khuôn khổ pháp lý của quy luật xã, xã quy định cơ cấu và quy trình hoạt động của mình qua đạo luật chính và các quy tắc về thủ tục của Hội đồng.

## Nhập xã vào thành phố
Theo giai đoạn hình thành các xã hiện đại, đặc biệt là trong những năm đầu thế kỷ 19, có vô số các xã riêng lẻ được nhập lại, chủ yếu là ở những nơi có các thành phố kỹ nghệ phát triển mạnh. Tại Tây Đức trước đây, nhiều vụ sáp nhập các xã vào thành phố trên toàn quốc chủ yếu là trong những năm đầu thập niên 1970, xảy ra dưới tiêu đề "cải tổ lãnh thổ", thường chống lại ý muốn của những xã cũ liên quan. Sau đó các vụ sáp nhập xã vào thành phố rất ít khi xảy ra.

## Chức năng và dịch vụ
Xã có nhiệm vụ chăm sóc phúc lợi người dân, do đó hoạt động của xã là để thỏa mãn nhu cầu của xã và người dân, cung cấp cơ sở hạ tầng công cộng.
Ngoài nhiệm vụ bắt buộc (như báo cáo, xử lý chất thải, rác rưởi, làm sạch đường phố), có những đóng góp tự nguyện (chủ yếu là trong các lĩnh vực xã hội và văn hóa như nhà hát, thể thao, thư viện công cộng). Những nhiệm vụ tự nguyện mà một xã đảm nhận, phụ thuộc vào khả năng tài chính và được xác định bởi ý chí chính trị địa phương.
Kể từ đầu thế kỷ 21, chính sách gia đình địa phương càng ngày càng là các nhiệm vụ bắt buộc cũng như tự nguyện của xã.

## Kinh tế và tài chính
Việc cung cấp và xử lý cơ sở hạ tầng phần lớn các xã hoạt động độc lập. Như vậy, xã có ảnh hưởng tới chính sách giá cả, nhân sự, mua sắm và môi trường. Hơn nữa, các xã đảm bảo ngân sách của mình qua các thặng dư hàng năm của các nhà máy của chính họ và thuế thương mại. Nỗ lực chính trị, để bán các nhà máy của xã, được xem là bán đi của cải của mình trong những năm gần đây thường bị người dân từ chối và ngăn chặn thành công với sáng kiến công dân hoặc trưng cầu dân ý.